# هجوم عيلي 2023
هجوم عيلي هو هجومٌ نفذه فلسطينيان في 20 حزيران 2023 في مستوطنة عيلي ردًا على اغتيال الجيش الإسرائيلي لستّة شباب فلسطينيين في مدينة جنين قبل الهجومِ بيوم واحد. هاجمَ الفلسطينيان مجموعة من المستوطنين في محطة محروقات قرب المستوطنة الواقعة على طريق نابلس – رام الله وأطلقا النيران عليهم ما تسبَّب بمقتل 4 مستوطنين وجرحِ 4 آخرين بجروح متفاوتة الخطورة، قُتل المهاجمٌ الأول في عينِ المكان بينما طاردت القوات الإسرائيلية المهاجم الثاني قُرب مدينة طوباس قبل أن يُفارق الحياة هو الثاني برصاص جنودِ الجيش الإسرائيلي.
تبنَّت حركة حماس العمليّة وزفَّت المنفذَين في بيانات منفصلة وفي تصريحاتٍ على لسان المتحدث باسمِ الحركة، فيما طالبَ عددٌ من صنّاع القرار في الحكومة الإسرائيلية بشنّ هجوم أو عملية عسكرية على مدن الضفة الغربية وعلى رأسهم السياسي اليميني المتطرّف إيتمار بن غفير الذي طالبَ كذلك بإعدام منفذي هكذا هجمات، أما المتحدثُ باسم الجيش الإسرائيلي فقد ذكر أنَّ أجهزة الأمن الإسرائيليّة لم يكن لديها معلومات استخباراتّية عن عنصري حماس اللذان نفذا العملية.
اعتدى عشراتُ المستوطنين في وقتٍ لاحق بعد العمليّة على عددٍ من أهالي بلدة حوارة جنوبي نابلس كما أقدموا على إحراقِ أراضٍ زراعية، وأتلفوا ممتلكات أهالي بلدات جنوبي نابلس. استهدفَ المستوطنون بلدة ترمسعيا بالخصوص ورغمَ محاولة سكّان هذه البلدة وسكان بلدات أخرى قريبة الدفاعَ عنها وحمايتها إلّا أنَّ هجمات المستوطنين والتي تحظى بدعمٍ وحمايةٍ من جيش الاحتلال الإسرائيلي كانت أقوى. قُتل شابٌ فلسطيني برصاصِ المستوطنين المهاجِمين كما أُصيبً 12 آخرين بالرصاص الحيّ. اغتالت إسرائيل في 21 يونيو ما قالت إنها «خلية مسلحة في الجلمة قُربَ جنين»، وذلك عبرَ قصفٍ جوي من طائرة مسيرة ما تسبَّبَ في مقتل 3 شبان فلسطينيين من كتيبة جنين احتجزت القوات الإسرائيلية جثامينهم كما فعلَت من قبل مع عشرات الجثامين.

## خلفية
اقتحمت قوات الاحتلال الإسرائيلي مخيم جنين في 19 حزيران/يونيو 2023 وذلك بعدَ سلسلة من الاقتحامات المتكررة والمتتالية لمجموعة من البلدات والمخيمات والمدن في الضفة الغربية. جاءَ الاقتحام هذه المرة بنيّة اعتقال مشتبهٍ فيهم اثنين كما زعمَت مصادر مقرّبة من جيش الاحتلال. سُرعان ما تحوَّل الاقتحام لاشتباكات مع لجوء الجيش الإسرائيلي لاستخدامِ السلاح الثقيل فردَّ مقامون في جنين على الجيش في محاولةٍ منهم لمنعِ أجهزة الأمن الإسرائيلية على اختلافها من الاستمرار في اقتحامِ المخيم وترويعِ أهاليه.
أسفرت الاشتباكات التي استمرَّت لساعات طويلة وغطَّتها الكثير من وسائل الإعلام العربية والغربية على حدٍ سواءٍ عن مقتل 6 نشطاء في صفوف فصائل المقاومة التي تتخذُ من مدينة جنين مقرًا لها للنشاط، كما تسبَّب الهجوم الإسرائيلي في إصابة عشرات الفلسطينيين الآخرين جلُّهم مدنيين، في حين أُصيبَ ثمانية جنود إسرائيليين خلال الاشتباكات وذلك يعدما فجَّرت كتيبة جنين عبوة ناسفة محليّة الصنع في آلية إسرائيلية ما اضطرَّ تل أبيب لاستعمال الطائرات المسيرة لحماية جنودها ثم أنزلت في وقتٍ لاحقٍ مروحية عسكرية نقلت الجرحى في صفوفها لمكانٍ آمن.

## العملية

### الهجوم
أعلنت وسائل إعلام عبريّة قُبيل الخامسة مساءً بدقائق من يوم العشرين من حزيران/يونيو 2023 (توقيت فلسطين) عن حصول عمليّة هجومية في مستوطنة عيلي شمالي رام الله، فيما نقلت وسائل إعلام أخرى خبرَ إصابة 6 مستوطنين 3 منهم في حالة حرجة. تبيَّن مع مرور الدقائق أن الأمر يتعلّقُ بعملية إطلاق نار حصلت في المستوطنة الإسرائيلية، ونجمَ عنها بحسبِ الإسعاف الإسرائيلي مقتل 4 من أصل 8 إسرائيليين ممن تعرضوا للهجوم.

### مطاردة المنفذين
مشَّطَ الجيشُ الإسرائيلي المناطق القريبة من منطقة الهجوم لمطاردة المشتبه فيهم في إطلاق النار على المستوطنين، وتركَّزت عملية البحث على شاب ثانٍ بعدما تمكَّن الجيش الإسرائيلي من اغتيالِ المنفذ الأول في عينِ المكان. دفعَ الجيش كذلك بتعزيزات عسكريّة لمكان الهجوم وباقي الأماكن القريبة، ثم أغلقَ جميع مداخل نابلس ومحيطها. في غضون ذلك حرَّضَ عضو لجنة الشؤون الخارجية والأمن بالكنيست داني دانون رئيس الوزراء بنيامين نتنياهو على شنِّ عملية عسكرية واسعة النطاق في الضفة ردًا على مثلِ هذه الهجمات، أمّا إيتمار بن غفير وزير الأمن الداخلي فقد وصلَ إلى موقع العملية للتعبير عن دعمه للضحايا، ومن هناك قالَ أن الوقت قد حانَ لشنِّ عملية عسكرية في الضفة الغربية وتنفيذ عمليات اغتيال وتمرير قانون إعدام من وصفهم بالمخربين. أعلنت هيئة البث الإسرائيلي عن مقتل المنفذ الثاني للهجوم قرب مدينة طوباس وذلك بعد أزيد من 40 دقيقة من التنفيذ ونحو نصف ساعة أو أكثر من المطاردة وما تخلَّلها في دقائقها الأخيرة من اشتباكات.

## المنفذان
أعلنت حركة حماس على لسانِ الناطق باسمها أنّ المنفذ الأول للعمليّة يُدعى «مهند شحادة» من قرية عوريف جنوب نابلس وأفصحَت عن بعض المعلومات القليلة عنه بعد التأكّد من اغتياله على يدِ الجيش الإسرائيلي خلال العمليّة، كما زفَّت المنفذ الثاني في وقتٍ لاحقٍ وقالت إنّه «خالد صباح» وهو من نفس القرية. ذكرَ قيادي في حركة حماس في حديثٍ له مع قناة الجزيرة أنّ منفذي العملية في عيلي هما من كوادر كتائب الشهيد عز الدين القسام الذراع العسكري لحركة المقاومة الفلسطينية حماس.

## ردود الفعل

### فلسطين
- زفَّت حركة حماس منفذا العملية مؤكّدةً أن الضربة هي رسالة واضحة لحكومة الاحتلال، كما أكّد الناطق باسمِ الحركة أن الرد على جرائم الاحتلال في مخيم جنين لم يتأخر وثوار الضفة يضربون في كل مكان.[18]
- وصفت حركة الجهاد الهجوم الفلسطيني بـ «العملية الفدائية» وقالت إنها ردٌّ طبيعي على جرائم الاحتلال المتصاعدة بحق الشعب الفلسطيني.[19]

### إسرائيل
- وصفَ بنيامين نتنياهو ما حدثَ في عيلي بـ «العملية الإجرامية المفزعة» وقال أنّه سيُواصل «العمل ضد الإرهاب وكل الخيارات مفتوحة».

## ما بعد العمليّة

### عنف المستوطنين
اعتدى عشراتُ المستوطنين على عددٍ من أهالي بلدة حوارة جنوبي نابلس كما أقدموا على إحراقِ أراضٍ زراعية، وخربو ممتلكات أهالي بلدات جنوبي نابلس. ساعاتٌ بعد العمليّة حتى صوَّرت وسائل إعلام فلسطينية وعربية قوات الاحتلال وهي تُجري مسحًا هندسيًا في قرية عوريف تمهيدًا لهدم منازل عائلتَي منفذي العملية، فيما استمرَّت هجمات المستوطنين مستهدفين هذه المرة بلدة ترمسعيا مع محاولة سكّان هذه البلدة وسكان بلدات أخرى قريبة الدفاعَ عنها وحمايتها من هجمات المستوطنين والتي تحظى بدعمٍ وحمايةٍ من جيش الاحتلال الإسرائيلي في أغلبِ الأوقات.
استمرَّ عنف المستوطنين المدججين بالسلاح وبحمايةٍ من القوات الإسرائيليّة ضد الفلسطينيين حيثُ عاودوا الهجوم في الـ 21 من حزيران/يونيو على قرية ترمسعيا بحيثُ أضرموا النيران في عددٍ من المنازل والمركبات. أعلنَ رئيس بلدية ترمسعيا عن احتراقِ قرابة 60 سيارة ونحو 30 منزلًا في هجمات المستوطنين المستمرة على القرية، كما أعلنَ إصابة 12 فلسطينيًا بالرصاص الحي. تصاعدَ عنف المستوطنين أكثر، فأقدمَ مستوطنٌ على اغتيالِ شابٍ فلسطيني في نفس البلدة وتحتَ أنظار جنود الجيش الإسرائيلي. طالَ هجوم المستوطنين وعنفهم أطراف بلدة عوريف جنوب نابلس والتي تعرضت للمرة الثانية في يومينِ للهجوم من قِبل مئات المستوطنين الذين حاولوا الاعتداء على مواطني القرية وتخريبِ ممتلكاتها.

### الاغتيالات في جنين
عادت القوات الإسرائيلية لأسلوبِ الاغتيالات حيثُ سرت أخبارٌ في نحو التاسعة والنصف من مساء الحادي والعشرين من يونيو (توقيت فلسطين) بحصولِ قصفٍ إسرائيلي طالَ ما قالت القناة الرابعة عشر العبريّة إنها «خلية مسلحة في الجلمة قُربَ جنين». تبيَّنَ مع مرور الدقائق أنَّ جيش الاحتلال الإسرائيلي نفذ عملية اغتيال فعلًا وهذه المرة عبرَ قصفٍ من الجو استهدفَ خلية فلسطينية مسلحة شمال مدينة جنين. هرع الصحفيون والمصورون لعينِ المكان ووثقوا اللحظات التي منعت فيها القوات الإسرائيلية الطواقم الطبية والدفاع المدني من الوصول إلى مكان المركبة التي تعرَّضت للقصفِ الجوي ما تسبَّبَ في احتراقها. تواترت مزيدٌ من الأخبار عن الطريقة التي نفذت بها تل أبيب الاغتيال حيث تحدثت وسائل إعلام عبرية عن أنَّ الجيش استعانَ بطائرة مسيرة استهدفت الخليّة. دقائقُ حتى خرجَ وزير الدفاع الإسرائيلي ليُعلنَ أن إسرائيل ستتخذ ما قالَ إنه نهجٌ هجومي واستباقي مشرعنًا استخدام «كل الوسائل المتاحة» ومتوعدًا بفرضِ ثمنٍ باهظٍ على من وصفهم بالإرهابيين.
نجحَ الدفاع المدني الفلسطيني أخيرًا في الوصولِ للمركبَة المحترقة وعثرَ فيها على 3 جثث، لكن جيش الاحتلال منعَ الدفاع المدني من استلامِ الجثامين مطالبًا من الإسعاف الإسرائيلي سحبهم استعدادًا لاحتاجزهم كما فعلَ من قبل مع عشرات الجثامين. زفَّت سرايا القدس عبر الكتيبة التابعة لها كتيبة جنين ما قالت إنه ثلةٌ من أبطالها والذين قُتلوا في «جريمة اغتيال جبانة نفذتها طائرة مسيرة لجيش الاحتلال»، أما الناطق باسمِ حركة حماس فقد علَّقَ على العملية قائلًا إنّ «استخدام الاحتلال الطائرات في عمليات الاغتيال تصعيدٌ خطيرٌ وجريمةُ جنين لن تمر دون رد». آخر استهدافٍ للجيش الإسرائيلي من هذا النوع كانَ في 2006، وأعادت تل أبيب هذا النوع من عمليات الاغتيال عبر استعمال مسيَّرة من نوع زيك. قُتل خلال هذا الاستهداف الإسرائيلي ثلاث مقاومين في صفوفِ كتيبة جنين وهم القائد الميداني صهيب الغول وزميله أشرف السعدي من سرايا القدس أما الثالث فهو محمد عويس المنتمي لكتائب شهداء الأقصى.